# Чайна (рестлер)
Ча́йна (англ. Chyna); имя при рождении Джо́ан Мари́ Ло́рер (англ. Joan Marie Laurer); 27 декабря 1969, Рочестер, Нью-Йорк — 17 апреля 2016, Редондо-Бич, Калифорния) — американский рестлер, модель, порноактриса и культуристка. Член Зала cлавы WWE с 2019 года в составе D-Generation X.
Чайна впервые получила известность во время дебюта в World Wrestling Federation (WWF) в 1997 году, где она выступала под сценическим именем Чайна и была объявлена «Девятым чудом света» (Андре Гигант был уже объявлен восьмым). Будучи членом группировки D-Generation X, она выиграла титул интерконтинентального чемпиона WWE (первая и единственная женщина-рестлер, сделавшая это) и женский титул WWF, а также была первой женщиной-рестлером, участвовавшей в шоу «Королевская битва» и «Король ринга». После ухода из WWF в 2001 году Чайна выступала нерегулярно, прежде всего в федерациях New Japan Pro Wrestling в 2002 году и Total Nonstop Action Wrestling в 2011 году.
Вне реслинга Чайна появлялась в журнале Playboy два раза, а также в многочисленных телевизионных шоу и фильмах. В 2005 году Лаурер снималась в реалити-шоу на канале VH1 под названием The Surreal Life, которое привело к появлению на канале ряда других реалити-шоу с участием знаменитостей, в том числе The Surreal Life: Fame Game в 2007 году и Celebrity Rehab with Dr. Drew в 2008 году. С января 2012 года и до июня 2015 года Лорер жила в Японии, где преподавала английский язык.

## Ранние годы
Чайна родилась в Рочестере, штат Нью-Йорк, 27 декабря 1969 года. У неё была старшая сестра и брат: Кэти и Сонни. Её родители развелись когда ей было примерно четыре года. У её отца были проблемы с алкоголизмом и однажды он случайно ударил её мать в бедро ножом для хлеба.
В детстве Лорер научилась играть на скрипке и виолончели. В 16 лет Чайна ушла из дома переехав жить к её биологическому отцу после того, как её мать пыталась заставить её лечиться от наркозависимости. В том же году она начала тренироваться, и поскольку мышцы ее живота были настолько сильными, она не почувствовала боли, когда у нее развилась опухоль яичников. Последний год обучения в средней школе она закончила в Испании.
Она училась в Университете Тампы во Флориде, который окончила в 1992 году по специальности «испанская литература». Во время учёбы в колледже она также изучала французский и немецкий языки. Позже она заявила, что за это время она была изнасилована двумя мужчинами после того, как напилась на вечеринке. Изначально она хотела использовать свои знания иностранных языков для работы в Федеральном бюро расследований или Управлении по борьбе с наркотиками, но присоединилась к Корпусу мира и была назначена в Гватемалу.
Вернувшись из-за границы, Лорер работала: официанткой в стрип-клубе, певицей в группе и работником колл-центра. В свои 20-30 лет, когда она жила во Флорида-Кис, она прошла 6-ти недельный курс обучения, чтобы стать стюардессой. По дороге на свой первый рейс она попала в автомобильную аварию и провела 4 дня в больнице. После восстановления Кэтти, сестра Лорер, помогла ей устроиться на работу по продаже пейджеров и танцовщицей.
После колледжа Лорер начала регулярно участвовать в соревнованиях по фитнесу. В 1996 году Лорер участвовал в соревнованиях по фитнесу в Америке на региональном уровне в Нью-Йорке. Из-за её большого размера по сравнению с другими женщинами она обычно финишировала на последнем месте.

## Карьера в рестлинге

### Подготовка и независимые промоушены (1995—1997)
Джоани Лорер тренировалась в школе рестлинга Киллера Ковальски в Молдене, Массачусетс. Её первый матч состоялся в 1995 году против мужчины-рестлера, переодетого в женщину. Во время учебы в школе она также работала в различных независимых промоушенах как Джоани Ли. Некоторые из ее ранних матчей были организованы Невероятной Мулой.
Лорер познакомилась с представителями World Wrestling Federation (WWF) Полом Левеком и Шоном Майклзом после шоу в 1996 году. После просмотра записей её матчей они решили взять ее в WWF в качестве телохранителя. Винс Макмэн, владелец WWF, сначала не хотел брать её в компанию, потому что не верил, что зрители сочтут правдоподобной женщину, избивающую мужчин. В ожидании решения WWF к Лорер обратились представители World Championship Wrestling (WCW), которые хотели, чтобы она стала единственной женщиной-членом «Нового мирового порядка». Она сперва приняла предложение, но затем отказалась, когда Шейн Макмэн, сын Винса Макмэн, сообщил ей, что её собираются нанять в WWF. Однако Киллер Ковальски утверждал, что он добился того, чтобы Лорер наняли в WWF, познакомив её с Шейном Макмэном и рассказав ему об интересе WCW к ней.

### World Wrestling Federation

#### D-Generation X (1997—1999)
Лорер дебютировала в WWF 16 февраля 1997 года на шоу In Your House 13: Final Four, напав из зрительного зала на Марлену, пока Голдаст был на ринге с Triple H. Её первоначальная роль в WWF — телохранитель D-Generation X (DX). Она часто помогала им обманом добиваться победы, вмешиваясь в матчи, выполняя соперникам свой фирменный удар ниже пояса. Позже ей дали имя Чайна — преднамеренно ироничное прозвище; его можно перевести, как «фарфор» — нежный и хрупкий материал, что контрастирует с её персонажем. Вне шоу мужчины-рестлеры сначала не решались позволить женщине одолеть их на экране.
Во время пребывания в D-Generation X, она была вовлечена в романтический сюжет с Марком Генри, членом враждебной группировки «Нация доминации». Это началось в августе 1998 года после того, как Скала приказал Генри поцеловать Чайну, чтобы унизить её. Генри преследовал её в романтических целях, в конце концов, угрожая ей сексуальным домогательством, если она не согласится пойти с ним на свидание. Чайна согласилась и в конце концов примирилась с ним, став его экранной девушкой и союзницей. Однако в январе 1999 года Чайна сообщила, что все это было уловкой, чтобы унизить Генри.
Через неделю после сюжетной линии с Генри, Чайна стала тридцатым участником «Королевской битвы», став первой женщиной, когда-либо участвовавшей в этом матче. На следующий день после «Королевской битвы» Чайна предала Triple H, объединившись с его врагом Винсом Макмэном и Кейном. Лорер объединилась с Кейном на шоу St. Valentine’s Day Massacre в матче против Икс-пака и Triple H. На WrestleMania XV Чайна предала Кейна, напав на него со стулом, и, казалось, снова присоединилась к DX. Чайна и Triple H, однако, обратились против DX позже тем же вечером, когда помогли Шейну Макмэну победить члена DX — Икс-пака. Дуэт стал частью «Корпорации», а позже «Корпоративного министерства» Шейна Макмэна. После распада «Корпоративного министерства» Чайна осталась на стороне Triple H до конца 1999 года.

#### Интерконтинентальный чемпион (1999—2000)
В июне 1999 года Чайна стала первой женщиной, прошедшей отбор на турнир «Король ринга». Она также стала первой женщиной, бывшей претендентом номер один на титул чемпиона WWF, но уступила это место Мэнкайнду перед SummerSlam. В 1999 году Чайна начала длительную вражду с Джеффом Джарреттом. На Unforgiven она провела матч за интерконтинентальный титул WWF против Джарретта, который проиграла. 17 октября на No Mercy она победила Джарретта в его последнем матче WWF, матче «Хорошая домохозяйка», став первой и единственной женщиной, выигравшей интерконтинентальный титул. Лорер утверждает, что Джарретт потребовал (и получил) 300 000 долларов от Винса Макмэна, чтобы проиграть титул женщине. Его контракт истек 16 октября, и поэтому он не был обязан появляться на шоу. Если бы он не появился, WWF подверглась бы критике за ложную рекламу и история титула была бы нарушена.
Затем Чайна враждовала с Крисом Джерико за чемпионство, победив его на Survivor Series, но уступив ему титул на Armageddon. Они снова встретились в матче 28 декабря на выпуске SmackDown!, который закончился спорно — оба рестлера удержали друг друга. В результате Стефани Макмэн-Хелмсли объявила их сочемпионами. На Royal Rumble Джерико и Чайна защитили титул против Хардкора Холли в матче «Тройная угроза» для определения чемпиона, который выиграл Джерико. Чемпионство Чайна как «сочемпионки» больше не признается WWE и теперь считается продолжением второго интерконтинентального чемпионства Джерико. После этого Чайна ненадолго объединилась с Джерико.

#### Эдди Герреро и чемпион среди женщин (2000—2001)
Вскоре после потери интерконтинентального титула Чайна стала экранной гёрлфренд Эдди Герреро. Герреро и Чайна, изначально злодеи, позже стали любимцами фанатов летом 2000 года, причем Герреро назвал её своей «мамаситой». Пара встретилась с Вэлом Венисом и Триш Стратус в матче межгендерных команд на SummerSlam с интерконтинентальный чемпионством на кону. Чайна выиграла матч, но через две недели уступила пояс Герреро в матче «Тройная угроза» с Куртом Энглом. Они официально расстались в ноябре 2000 года после того, как Чайна, по сюжету, застала Эдди в душе с двумя другими женщинами.
В то же время Лорер позировала обнаженной для номера журнала Playboy за ноябрь 2000 года. Её модельная съемка в Playboy также была использована в сюжетной линии WWF (основанной, частично, на реальной юридической вражде между WWF и социально-консервативным Parents Television Council), в которой она вызвала гнев Right to Censor (группы морально-консервативных рестлеров). Вскоре после этого Чайна начала вражду с Айвори, членом Right to Censor, за женский чемпионский титул. Это вылилось в сюжетную линию на Royal Rumble, где Чайна, казалось, повредила шею во время выполнения удара локтем назад. Чтобы лучше убедить зрителей в том, что она получила травму, комментатор Джерри Лоулер покинул комментаторский стол и вышел на ринг, чтобы проверить состояние Чайны, чего он не делал со времен несчастного случая на ринге, в результате которого погиб Оуэн Харт в 1999 году. Когда Чайна вернулась после вымышленной травмы, она выиграла женский титул у Айвори на WrestleMania X-Seven в быстром матче. Чайна также защитила свой титул против Литы на Judgment Day 2001. Хотя она выиграла матч, вскоре она сдала женский титул, так как это был последний её матч в WWF.
Она покинула WWF 30 ноября 2001 года, через несколько месяцев после того, как ее сняли с телевидения. В течение многих лет циркулировали различные версии ее ухода из WWF. Её бывший реальный бойфренд Triple H начал отношения со Стефани Макмэн; Лорер утверждала, что пара начала встречаться до того, как она и Левек расстались. В интервью The Baltimore Sun в 2002 году Лорер заявила, что разрыв с Левеком никак не связан с уходом из WWF и что она ушла, чтобы начать актерскую карьеру. Джим Росс, тогдашний исполнительный вице-президент по работе с рестлерами, сообщил, что было «взаимно согласовано», чтобы ее контракт с WWF истек, чтобы она могла рассмотреть другие варианты карьеры. В интервью 2015 года Винс Руссо заявил, что после встречи с Винсом Макмэном по поводу ситуации со Стефани Макмэн, Чайна была отправлена домой, а позже ей прислали факс с сообщением, что больше в её услугах не нуждаются. После смерти Лорер ее сестра заявила, что в 2001 году ей был предложен новый контракт WWF с минимальной зарплатой в 400 000 долларов в год и потенциальным значительно большим доходом за счет мерчендайза и выступлений на PPV, но она отказалась подписать контракт на сумму менее базовой зарплаты в 1 миллион долларов в год. Росс позже подтвердил эту версию, назвав требование Лорер о зарплате в 1 миллион долларов в год «возмутительным» и нереальным, что привело к нежеланию официальных лиц WWF вести переговоры с Лорер, несмотря на ее популярность среди фанатов.

### New Japan Pro-Wrestling (2002)
В 2002 году Лорер присоединилась к New Japan Pro-Wrestling (NJPW) и дебютировала на New Japan Thirtieth Anniversary Show, став судьёй матча между братьями Штайнерами и Хироси Танахаси и Кенсукэ Сасаки. В сентябре и октябре 2002 года она провела несколько матчей в NJPW, например, проиграв Масахиро Тёно 14 октября 2002 года. Лорер провела свой последний матч 26 октября в команде с Лже-Великим Мутой (в исполнении Троя Эндерса), проиграв Хироси Танахаси и Кэндзо Судзуки.

### Total Nonstop Action Wrestling (2011)
Во время записи выпуска Impact! от 12 мая 2011 года, Чайна дебютировала в TNA, которую представил вернувшийся консультант телеканала Spike TV — Мик Фоли. Он представил её как делового партнера Курта Энгла и его партнера в командном матче на Sacrifice, где они встретятся с Джеффом Джарреттом и Карен Джарретт. Во время записи она также приняла участие в «Королевской битве», из которой выбила Джеффа. 15 мая на Sacrifice Чайна заставила сдаться Карен Джарретт в матче смешанных команд. Она покинула TNA вскоре после этого матч, который стал для неё последним.

## Карьера в порнофильмах
Карьера Лорер в порнографии началась в 2004 году, после того, как она обратилась в компанию Red Light District Video, для дистрибуции её домашнего видео с другим реслером Шоном Уолтменом. Оно было выпущено в 2004 году и озаглавлено 1 Night in China. В 2009 году Лорер снялась в своем втором видео для взрослых под названием Another Night in China. В 2011 году Лорер снялась в своем первом профессиональном порнофильме для Vivid Entertainment под названием Backdoor to Chyna. Она также снялась для Vivid в роли Женщины-Халк в пародии на «Мстителей», вышедшей в мае 2012 года. В апреле 2013 года на видео был выпущен спин-офф под названием She-Hulk XXX.
В одном из своих последних видео на YouTube перед смертью Лорер заявила, что ранее у нее не было амбиций заниматься порнографией и вместо этого она решила извлечь выгоду из того, что её видео с Уотменом было выпущено, по ее словам, «без её согласия».

### Награды
| Год  | Церемония  | Категория                      | Работа            |
| ---- | ---------- | ------------------------------ | ----------------- |
| 2006 | AVN Awards | Best Selling Title of the Year | 1 Night in China  |
| 2012 | AVN Awards | Best Celebrity Sex Tape        | Backdoor to Chyna |

## Личная жизнь
Грудные имплантаты Лорер были изготовлены на заказ после того, как ее первые имплантаты разорвались во время матча. Она также пожаловалась своему пластическому хирургу, что их самые большие имплантаты не подходят ей по размеру. Имплантаты, изготовленные по заказу Лорер, получили название Chyna 2000s, сейчас продаются женщинам с крупным телосложением и культуристкам. Лорер утверждала, что заплатила за них 6 000 долларов.
С 1996 по 2001 год Лорер встречалась с коллегой-рестлером Полом «Triple H» Левеком. Поначалу они скрывали свои отношения от коллег, потому что Лорер считала, что люди могут подумать, что она получили славу «через постель». Существуют некоторые споры о том, начал ли Левек свои отношения со Стефани Макмэн, когда еще был с Лорер. Однако после смерти Лорер ее сестра Кэти Гамильтон рассказала Bleacher Report, что, хотя Левек «был очень добр к Джоани», пара разошлась во мнениях относительно будущих семейных планов (Левек хотел детей, а Лорер — нет), а зависимость и проблемы с психическим здоровьем Лорер также способствовали их разрыву.
Начиная с 2003 года, у Лорер были отношения с коллегой-рестлером Шоном Уолтманом. В 2003 году они были помолвлены, потом расстались, а затем снова обручились, и так продолжалось в течение следующих двух лет. В 2004 году Лорер и Уолтман сняли секс-видео. В попытке повторить успех, компания, выпустившая секс-видео знаменитости Пэрис Хилтон, получила запись, отредактировала ее и выпустила под названием «1 ночь в Китае». Видео было продано тиражом более 100 000 копий, причем и Лорер, и Уолтман получили свою долю прибыли. Лорер, однако, утверждала, что не заработала никаких денег. В январе 2005 года Лорер была арестована за домашнее насилие после того, как якобы избила Уолтмана.
8 февраля 2007 года заметно расстроенная Лорер появилась в программе Larry King Live, чтобы рассказать о своей подруге Анне Николь Смит, которая умерла в тот же день. В программе Лорер заявила, что она «знала, что это произойдет» из-за того, как СМИ высмеивали Смит, и провела параллели между судьбой Смит и своей.

## Смерть
Чайна умерла 20 апреля 2016 года в возрасте 46 лет в своём доме в Лос-Анджелесе. Причиной смерти была названа случайная передозировка лекарств, выписанных ей от тревоги и бессонницы. Она была кремирована. Её мозг был пожертвован науке для изучения последствий хронической травматической энцефалопатии.
9 февраля 2015 года во время подкаста на WWE Network Пол Левёк упомянул, что Чайна заслуживает того, чтобы быть в Зале cлавы WWE, но проблема в том, что дети начнут «гуглить» её имя. В интервью Daily Mirror вскоре после её смерти, Triple H повторил, что она «определённо заслужила» место в Зале славы. В марте 2015 года Стефани Макмэн выразила уверенность, что Чайна будет введена в Зал Славы, но не знает, в каком году это произойдёт. В 2019 году всё же приняли решение по вводу Чайны в Зал Славы. Она была введена в неё вместе с группировкой DX перед шоу Wrestlemania 35.

## Титулы и достижения
- International Wrestling Federation
  - Чемпион IWF среди женщин (1 раз)
- Ladies International Wrestling Association
  - Новичок года (1998)
- Professional Girl Wrestling Association
  - Новичок года (1996)[70]
- Pro Wrestling Illustrated
  - № 106 в топ 500 рестлеров 2000 года в рейтинге PWI 500[71]
- World Wrestling Federation/WWE
  - Интерконтинентальный чемпион WWF (2 раза)[72]
  - Чемпион WWF среди женщин (1 раз)[73]
  - Член Зала славы WWE (2019) — как член D-Generation X[74]